# Samourai Editions
Samouraï Éditions або Samouraï — французьке видавництво, створене в 1995 році та спеціалізується на публікації манги, афілійовано для серії Ogenki Clinic з газетою L'Écho des savanes . Його діяльність була припинена в 1996 році через проблеми з правами у японських видавців.

## Історичний
Спочатку Samouraï була мережею магазинів (включаючи три в Парижі), що спеціалізувалися на манзі та супутніх товарах. Коли в 1995 році було створено видавничу філію, компанія була однією з перших, хто опублікував мангу у французькій версії (і в японському сенсі читання), разом із Glénat і Tonkam  .
Спеціалізуючись на публікації манги для підліткової та/або дорослої аудиторії (яка може бути насильницькою та порнографічною), у 1996 році видавець побачив, що три її назви ( Ogenki Clinic, Cammy X і Dark Wirbel ) заборонено продавати неповнолітнім та U. - Серія «Змова Джина » заборонена для виставок  .
Зокрема, компанія почала видавати Berserk у 1996 році, але була змушена припинити його маркетинг з першого тому через проблеми з правами на японські видавці, а згодом припинила всю діяльність  .

## Відредагована манга
- Поліція AD
- Berserk (1 том, переданий Dynamic Visions, потім Glénat )
- Змова
- Зворотний відлік
- Темний Вірбель
- Творці Виходу
- гено кібер
- Рай Каорі
- Мисливці за металами Д
- Клініка Огеньки (2 томи)
- Принцеса темряви
- Тенчі Муйо! (аніме-комікси)
- Король бійців
- Принцеса вампірів Мію (опубліковано Atomic Club )

## Редагував додзінсі
- Cammy X
- DB X
- Delires Manga X
- Gorgon